# Tanya Tagaq
Tanya Tagaq (* 5. května 1975 Cambridge Bay) je inuitská zpěvačka z kanadského teritoria Nunavut.
Praktikuje tradiční hrdelní zpěv domorodých žen zvaný katajjaq, který kombinuje s vlivy world music, rocku i elektronické hudby. Spolupracovala s Kronos Quartetem, Björk, Mikem Pattonem, Buffy Sainte-Marie a skupinou A Tribe Called Red, kromě toho také nahrála soundtrack k filmu Matthewa Barneye Drawing Restraint 9. Za album Animism získala ceny Polaris Music Prize a Juno Award. V roce 2016 jí byl udělen Řád Kanady. Věnuje se také výtvarnému umění, které vystudovala na NSCAD University. Opakovaně veřejně vystoupila na obranu původních obyvatel Arktidy a jejich práva na původní lovecký způsob života.

## Diskografie
- Sinaa (2005)
- Auk/Blood (ᐊᐅᒃ) (2008)
- Anuraaqtuq (2011)
- Animism (2014)
- Retribution (2016)